# 産業の米
産業の米（さんぎょうのこめ）は、戦後の日本における経済用語で、「産業の中枢を担う物」を指す語。
- 冷戦時代には、日本の高度経済成長を支えた鉄鋼を指していた[1]。
- 冷戦終結後には、半導体を指して使われる[1]。